# Fórmula de Friis
A Fórmula de Friis (ou Lei de Friis) é usada em engenharia de telecomunicações e relaciona a potência transmitida de uma antena para outra em determinadas condições ideais. Foi desenvolvida por Harald Trap Friis.
Na sua forma mais simples, a Fórmula de Friis é a que se segue. Dadas duas antenas, a razão da potência recebida pela antena de recepção, {\displaystyle P_{r}}, sobre a potência transmitida à antena de transmissão, {\displaystyle P_{t}}, é dado por:
{\displaystyle {\frac {P_{r}}{P_{t}}}=G_{t}G_{r}\left({\frac {\lambda }{4\pi R}}\right)^{2}}
onde {\displaystyle G_{t}} e {\displaystyle G_{r}} são os ganhos das antenas de transmissão e recepção, respectivamente, {\displaystyle \lambda } é o comprimento de onda e {\displaystyle R} é a distância entre elas. Os ganhos das antenas são medidos com respeito a antenas isotrópicas (em unidades lineares e não em decibéis), com o comprimento de onda e a distância nas mesmas unidades.
A fórmula postula que a quantidade de potência transferida entre duas antenas é proporcional ao produto dos ganhos das antenas. De acordo com isto, deficiências de baixo ganho em antenas de transmissão podem ser compensadas com um ganho alto em antenas de recepção e vice-versa. Isto é muito importante em várias aplicações práticas, dado que é por vezes necessário uma antena ter baixo ganho devido a restrições de tamanho, peso ou potência disponível, como acontece com as antenas situadas em satélites ou naves espaciais.
Esta fórmula simples é aplicável apenas sobre as seguintes condições ideais:
- As antenas estão em espaço aberto não obstruído.
- {\displaystyle P_{r}} é tida como a potência disponível nos terminais da antena de recepção. Não será totalmente entregue ao receptor a não ser que haja adaptação de impedância com a antena.
- {\displaystyle P_{t}} é tida como a potência disponível nos terminais da antena de transmissão. Não será totalmente entregue à potência de transmissão a não ser que haja adaptação de impedância com a antena.
- As antenas estão alinhadas sobre a mesma polarização e orientadas de maneira a que cada antena radie na direcção de máxima radiação da outra.

As condições ideias quase nunca são alcançadas em condições terrestres ordinárias, devido a obstrucções, reflecções em edifícios e, ainda mais importante, devido a reflecções na terra. Uma situação onde a fórmula é razoavelmente eficiente é em comunicações por satélite, onde a absorção atmosférica é desprezável; outra situação ocorre em salas anecóicas desenhadas para minimizar as reflecções.